# Loberad trapelia
Loberad trapelia (Trapelia involuta) är en lavart som först beskrevs av Taylor, och fick sitt nu gällande namn av Hertel. Trapelia involuta ingår i släktet Trapelia och familjen Trapeliaceae.   Inga underarter finns listade i Catalogue of Life.
I den svenska databasen Dyntaxa används istället namnet Trapelia glebulosa för samma taxon.  Arten är reproducerande i Sverige.

## Källor

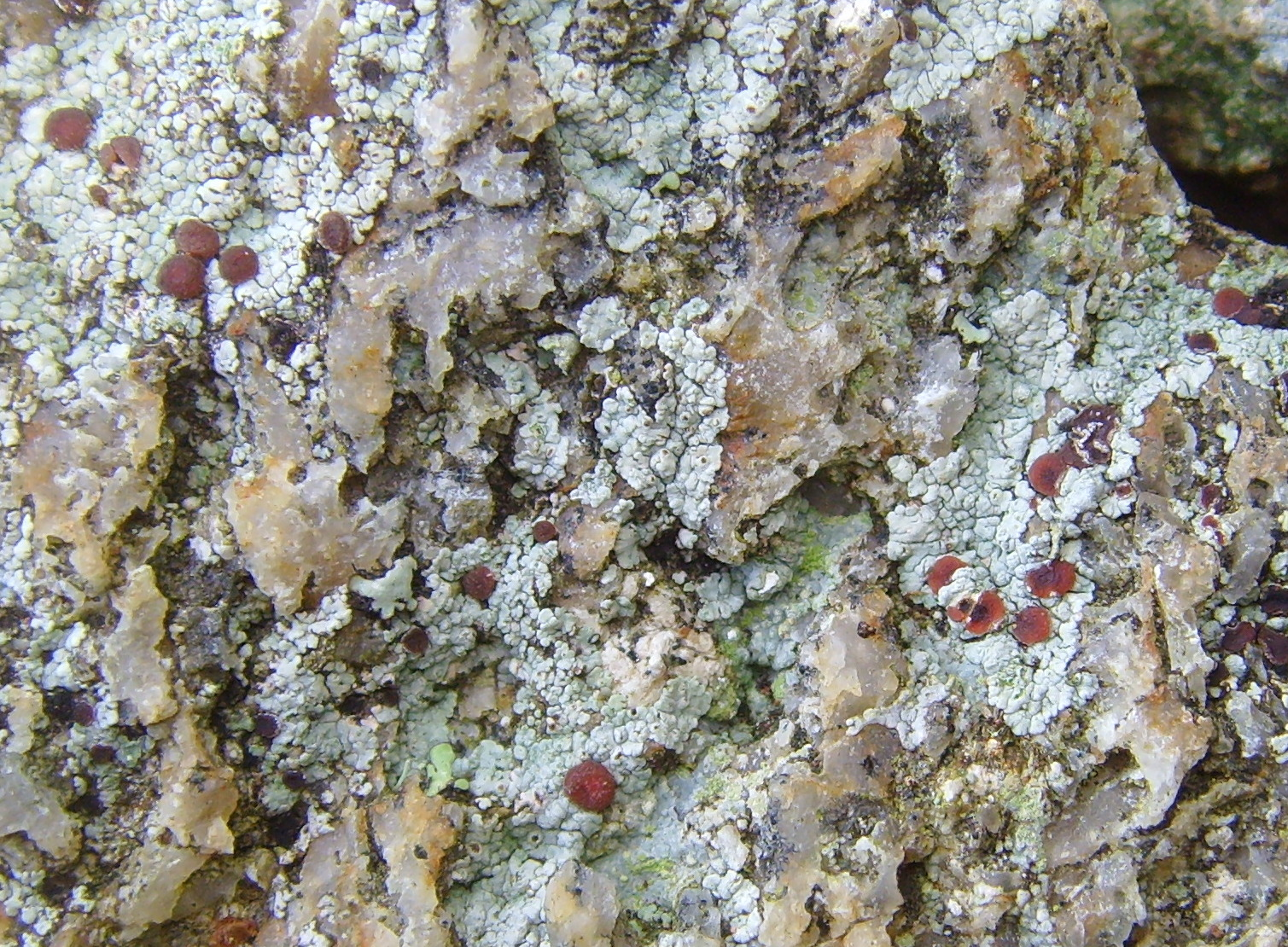
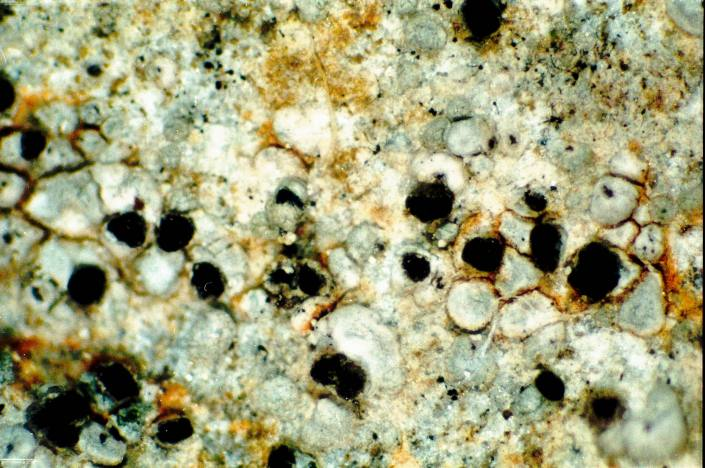
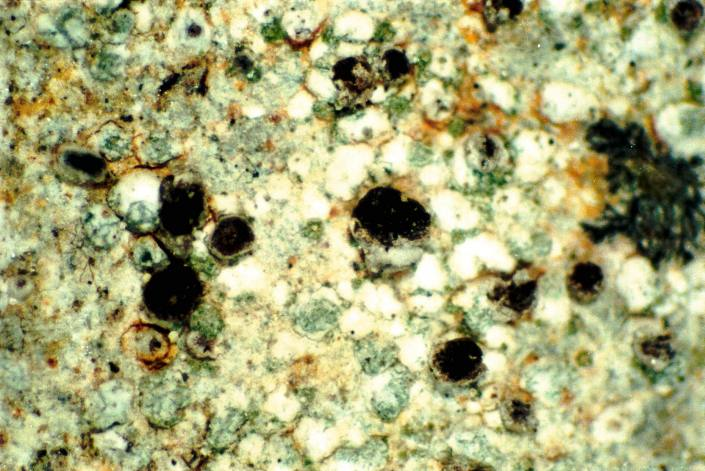
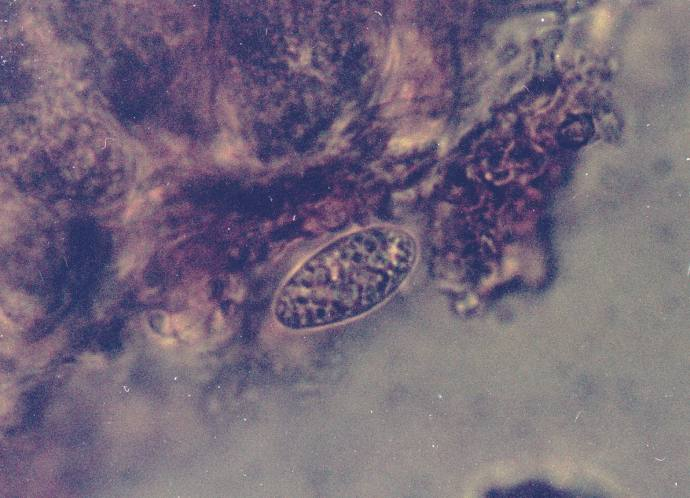
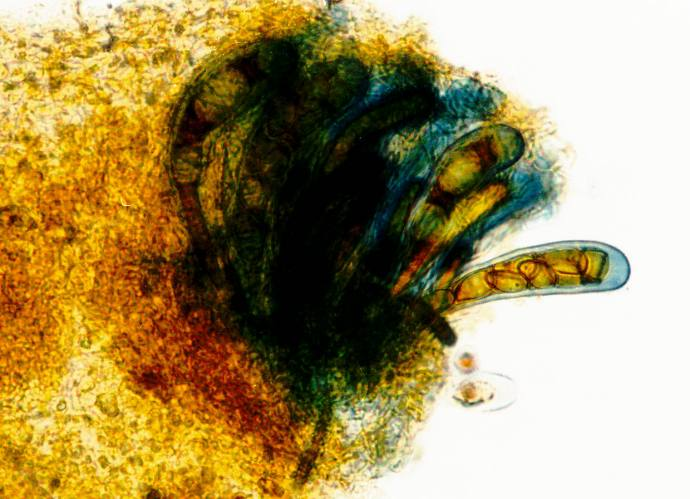
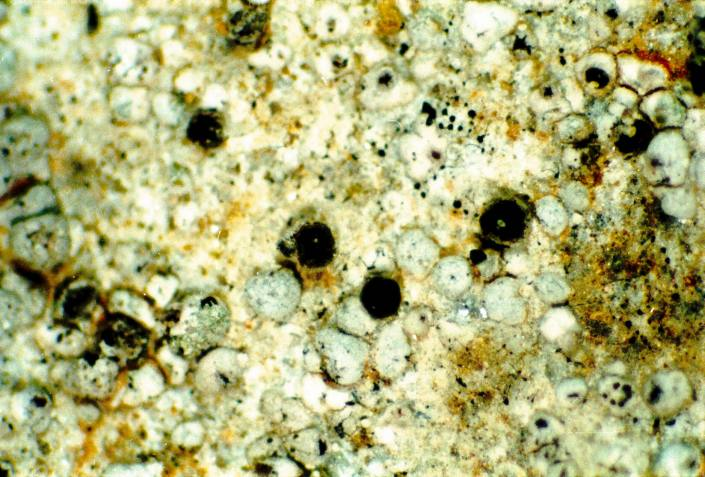